# Sex Pistols
Sex Pistols var ett engelskt punkrockband som bildades i London år 1975. De lyckades 1977–1979 hamna på Storbritanniens tio-i-topp-lista med sju singlar och ett album. Bandet är mest känt för sin kontroversiella låt God Save the Queen.

## Historia
Gruppens manager, Malcolm McLaren, ägde klädbutiken "Sex" (tillsammans med kläddesignern Vivienne Westwood), i London där medlemmarna fick trendiga kläder att uppträda i. Bandet spelade på klubbar och barer och blev mycket uppmärksammade för sin ilskna framtoning.
Sex Pistols bestod ursprungligen av sångaren Johnny Rotten (John Lydon), Steve Jones på gitarr, Paul Cook på trummor och Glen Matlock på bas. Matlock ersattes senare med Sid Vicious (John Simon Ritchie), efter kontroverser med Rotten. Debutsingeln, Anarchy in the U.K., kom 1976 och blev bannlyst på bland annat BBC eftersom den ansågs vara alltför kontroversiell. Gruppens andra singel God Save the Queen totalförbjöds på radio. Debutalbumet Never Mind the Bollocks, Here's the Sex Pistols räknas idag som ett banbrytande album i rockhistorien.
Den 15 juli 1977 gjorde bandet sin första Sverigespelning på Diskotek Stranden på Östra stranden i Halmstad. Bandet spelade bland annat I Wanna Be Me, Pretty Vacant och Anarchy in the UK och konserten avslutades med God save the Queen.
I England fick gruppen allt svårare att arbeta och man sökte sig till USA. Men Johnny sade sig[källa behövs] hata USA och sa många gånger[källa behövs] att amerikaner inte förstår sig på rock. Rotten lämnade gruppen i januari 1978 efter en spelning i San Francisco.  
De kvarvarande medlemmarna fortsatte tillsammans med McLaren i projektet The Great Rock'n'Roll Swindle vilket skulle resultera i såväl en film, (regisserad av Julien Temple), som ett dubbelalbum. Den 12 oktober 1978 hittades Sid Vicious flickvän Nancy Spungen död på Hotel Chelsea i New York och Vicious blev gripen misstänkt för mordet. Han släpptes mot borgen och hittades död av en överdos 2 februari 1979.
Rotten startade efter uppbrottet bandet Public Image Ltd (PIL) och återtog namnet John Lydon. Parhästarna Jones och Cook bildade 1980 The Professionals och ingick även i bandet The Yobs. Utöver detta har de medverkat som gästmusiker på otaliga skivor.
År 1996 återförenades gruppen i sin ursprungliga sättning och åkte på turné, bland annat till Sverige. Sex Pistols har återförenats ett flertal gånger efter detta. De har bland annat gjort en nyinspelning av låten Pretty Vacant och en ny låt har spelats in till TV-spelet Skate. År 2006 invaldes bandet i Rock and Roll Hall of Fame. Bandet vägrade dock att komma på ceremonin.
År 2007 gjorde bandet en nyinspelning av Anarchy in the UK till TV-spelet Guitar Hero III: Legends of Rock.
Gruppens manager Malcolm McLaren avled den 8 april 2010 i cancer och blev 64 år gammal.
Den 3 juni 2024 tillkännagav Cook, Jones och Matlock två återföreningskonserter på Bush Hall i Shepherds Bush under namnet "Frank Carter and Sex Pistols". Carter, från Frank Carter & The Rattlesnakes och Gallows, stod för sången i frånvaro av Lydon. De framförde hela Sex Pistols studioalbum Never Mind the Bollocks, Here's the Sex Pistols. Den 25 augusti var de huvudakt tillsammans med Editors på AMA Music Festival 2024. En brittisk turné tillkännagavs senare för september 2024, officiellt presenterad som "Frank Carter och Paul Cook, Steve Jones, Glen Matlock från Sex Pistols gör Never Mind the Bollocks". Den 20 september spelade de på Rock City i Nottingham, dagen efter på Birmingham o2 Academy och den 26 september i London, Kentish Town. Den 12 november 2024 tillkännagavs de som en del av Download Festival 2025. I januari 2025 tillkännagav de sin första Australien-turné sedan 1996, planerad till april 2025.

## Diskografi
Album
- 1977 - Never Mind the Bollocks, Here's the Sex Pistols
- 1977 - Spunk (tidiga inspelningar)
- 1979 - The Great Rock'n'Roll Swindle

Livealbum
- 1985 - Anarchy in the U.K. - Live at the 76 Club
- 1996 - Filthy Lucre Live
- 2005 - Raw and Live
- 2008 - Live & Filthy

Singlar
- 1976 - "Anarchy in the U.K." / "I Wanna Be Me"
- 1977 - "God Save the Queen" / "Did You No Wrong"
- 1977 - "Pretty Vacant" / "No Fun"
- 1977 - "Holidays in the Sun" / "Satellite"
- 2002 - "God Save the Queen" / "Anarchy in the U.K."
- 2007 - "Pretty Vacant" / "Holidays in the Sun"

Samlingar
- 1979 - Flogging a Dead Horse (samling)
- 1979 - The Great Rock 'N' Roll Swindle (soundtrack)
- 1980 - Flogging a Dead Horse (samling)
- 1980 - Sex Pack (samling)
- 1992 - Kiss This (samling)
- 2002 - Jubilee (samling)
- 2002 - Sex Pistols (samlingsbox)
- 2007 - Agents of Anarchy (samling)